# David García Zubiria
David García Zubiria (Pamplona, 14 februari 1997) is een Spaans voetballer die doorgaans speelt als centrale verdediger. In augustus 2024 verruilde hij Osasuna voor Al-Rayyan. García maakte in 2023 zijn debuut in het Spaans voetbalelftal.

## Clubcarrière
García speelde vanaf 2003 in de jeugdopleiding van Osasuna. Hier speelde hij vanaf het seizoen 2011/12 in het tweede elftal en in de zomer van 2014 mocht hij zich voor het eerst bij de hoofdmacht melden. Zijn competitiedebuut volgde op 30 augustus 2014, in de tweede speelronde van de Segunda División op bezoek bij Real Zaragoza. Van coach Jan Urban mocht de verdediger in de basisopstelling beginnen en hij speelde het gehele duel mee. Zaragoza kwam via Pedro Sánchez op voorsprong, maar door een doelpunt van Miguel de las Cuevas in de blessuretijd van de tweede helft werd het alsnog 1–1. Het eerste doelpunt van García in het eerste elftal volgde op 31 mei 2015, in het eigen Estadio El Sadar tegen Recreativo Huelva. Nikola Vujadinović had Osasuna op voorsprong gezet, voor García twee minuten voor rust de uitslag bepaalde op 2–0.
Na zijn tweede seizoen als professionele voetballer promoveerde Osasuna naar de Primera División. Hier kwam hij wat minder aan spelen toe en na de degradatie het jaar erop, speelde hij slechts twee wedstrijden in een half seizoen. In de winterstop van de jaargang 2017/18 huurde Cultural Leonesa hem voor een halfjaar. Na zijn terugkeer kreeg García wel weer een belangrijkere rol en in het jaar 2018/19 werd Osasuna kampioen, waardoor het weer promoveerde naar het hoogste niveau. In mei 2021 verlengde de centrumverdediger zijn contract tot medio 2026.
Bijna tien jaar na zijn professionele debuut voor Osasuna besloot García te vertrekken. Hij werd voor circa 8,75 miljoen euro overgenomen door Al-Rayyan en tekende in Qatar een contract voor drie seizoenen.

## Clubstatistieken
| Seizoen | Club               | Competitie       | Competitie | Competitie | Beker | Beker | Internationaal | Internationaal | Totaal | Totaal |
| Seizoen | Club               | Competitie       | Wed.       | Dlp.       | Wed.  | Dlp.  | Wed.           | Dlp.           | Wed.   | Dlp.   |
| ------- | ------------------ | ---------------- | ---------- | ---------- | ----- | ----- | -------------- | -------------- | ------ | ------ |
| 2014/15 | Osasuna            | Segunda División | 28         | 2          | 1     | 0     | —              | —              | 29     | 2      |
| 2015/16 | Osasuna            | Segunda División | 40         | 2          | 1     | 0     | —              | —              | 41     | 2      |
| 2016/17 | Osasuna            | Primera División | 25         | 1          | 2     | 0     | —              | —              | 27     | 1      |
| 2018/19 | Osasuna            | Segunda División | 1          | 0          | 1     | 0     | —              | —              | 2      | 0      |
| 2018/19 | → Cultural Leonesa | Segunda División | 18         | 2          | 0     | 0     | —              | —              | 18     | 2      |
| 2018/19 | Osasuna            | Segunda División | 29         | 2          | 1     | 0     | —              | —              | 30     | 2      |
| 2019/20 | Osasuna            | Primera División | 32         | 0          | 0     | 0     | —              | —              | 32     | 0      |
| 2020/21 | Osasuna            | Primera División | 35         | 1          | 1     | 0     | —              | —              | 36     | 1      |
| 2021/22 | Osasuna            | Primera División | 35         | 4          | 1     | 0     | —              | —              | 36     | 4      |
| 2022/23 | Osasuna            | Primera División | 32         | 2          | 7     | 1     | —              | —              | 39     | 3      |
| 2023/24 | Osasuna            | Primera División | 27         | 0          | 3     | 0     | 2              | 0              | 32     | 0      |
| 2024/25 | Al-Rayyan          | Stars League     | 0          | 0          | 0     | 0     | 0              | 0              | 0      | 0      |
| Totaal  | Totaal             | Totaal           | 302        | 16         | 19    | 1     | 2              | 0              | 323    | 17     |

Bijgewerkt op 1 augustus 2024.

## Interlandcarrière
García maakte zijn debuut in het Spaans voetbalelftal op 28 maart 2023, in een kwalificatiewedstrijd voor het EK 2024 tegen Schotland. Door twee doelpunten van Scott McTominay werd met 2–0 verloren. De centrumverdediger mocht van bondscoach Luis de la Fuente in de basisopstelling beginnen en hij vormde de gehele wedstrijd een centraal duo met Iñigo Martínez. In het restant van de kwalificatiereeks kreeg hij nog twee keer speeltijd van De la Fuente.
| Interlands van David García voor Spanje | Interlands van David García voor Spanje | Interlands van David García voor Spanje | Interlands van David García voor Spanje | Interlands van David García voor Spanje | Interlands van David García voor Spanje | Interlands van David García voor Spanje |
| №                                       | Datum                                   | Wedstrijd                               | Uitslag                                 | Competitie                              | Goals                                   |                                         |
| Als speler bij Osasuna                  | Als speler bij Osasuna                  | Als speler bij Osasuna                  | Als speler bij Osasuna                  | Als speler bij Osasuna                  | Als speler bij Osasuna                  | Als speler bij Osasuna                  |
| --------------------------------------- | --------------------------------------- | --------------------------------------- | --------------------------------------- | --------------------------------------- | --------------------------------------- | --------------------------------------- |
| 1                                       | 28 maart 2023                           | Schotland – Spanje                      | 2 – 0                                   | EK 2024 kwalificatie                    |                                         |                                         |
| 2                                       | 15 oktober 2023                         | Noorwegen – Spanje                      | 0 – 1                                   | EK 2024 kwalificatie                    |                                         |                                         |
| 3                                       | 16 november 2023                        | Cyprus – Spanje                         | 1 – 3                                   | EK 2024 kwalificatie                    |                                         |                                         |

Bijgewerkt op 1 augustus 2024.

## Erelijst
| Segunda División | 1 | 2018/19 |